# Lý Lan Địch
Lý Lan Địch (tiếng Trung: 李兰迪; tiếng Anh: Landy Li), là một nữ diễn viên Trung Quốc. Cô được nhiều khán giả biết đến qua các vai Dư Châu Châu trong Xin Chào, Ngày Xưa Ấy; Ly Quang Dạ Đàm trong Tinh Lạc Ngưng Thành Đường.

## Tiểu sử & Sự nghiệp
Lý Lan Địch là người dân tộc Hồi, quê quán tại Bắc Kinh, sinh ngày 2/9/1999.
Lý Lan Địch bắt đầu sự nghiệp diễn xuất từ năm 10 tuổi với vai diễn đầu tay Lạc Lạc trong bộ phim Yêu người thua bởi ai (2009). Với gương mặt khả ái và lối diễn xuất tự nhiên, sau đó, cô cũng đã được góp mặt trong nhiều tác phẩm phim điện ảnh và truyền hình trong nước, nhưng phải đến cuối năm 2017, Lý Lan Địch mới trở nên quen mặt với khán giả nhờ vai diễn Dư Châu Châu trong bộ phim học đường Xin Chào, Ngày Xưa Ấy.
Lý Lan Địch đã được ghi danh vào Học viện Hý kịch Trung ương năm 2018, sau khi xếp thứ hai trong kỳ thi tuyển sinh đại học quốc gia.
Tháng 10 năm 2019, cô được tạp chí Forbes China chọn vào danh sách "2019 Forbes China Under 30 Elite List" với thứ hạng 20.

## Diễn xuất

### Phim điện ảnh
| Năm  | Tên tiếng Việt          | Tên tiếng Anh               | Tên tiếng Trung | Vai diễn               | Chú thích |
| ---- | ----------------------- | --------------------------- | --------------- | ---------------------- | --------- |
| 2011 | Yêu Người Thua Bởi Ai   |                             | 爱你输给了谁    | Lạc Lạc                |           |
| 2012 | Thiếu Niên Mẫn Tử Khiên | Young Min Ziqian            | 少年闵子骞      | Liên Nhi               | [ 3 ]     |
| 2013 | Phú Xuân Sơn Cư Đồ      | Switch                      | 富春山居图      | Quế Hoa (hồi bé)       | [ 3 ]     |
| 2013 | Công Lý Thép            | Silent Witness              | 全民目击        | Lâm Manh Manh (hồi bé) | [ 3 ]     |
| 2014 | Kỳ Vương Thiếu Niên     | Young Chess King            | 少年棋王        | Lam Ngọc Nhi           | [ 4 ]     |
| 2018 |                         | The Secret of Immortal Code | 伊阿索密码      | Lâm Vũ Kỳ              | [ 5 ]     |
| 2019 | CưngCchiều              | Adoring                     | 宠爱            | Cao Manh Manh          |           |

### Phim truyền hình
| Năm  | Tên tiếng Việt                                  | Tên tiếng Anh                     | Tên tiếng Trung    | Vai diễn               | Bạn diễn           | Chú thích |
| ---- | ----------------------------------------------- | --------------------------------- | ------------------ | ---------------------- | ------------------ | --------- |
| 2011 |                                                 | Sword Heroes' Fate                | 剑侠情缘之藏剑山庄 | Thất Nguyệt (hồi bé)   |                    |           |
| 2012 | Người Anh Em Khác Họ                            | Brother In-Law                    | 外姓兄弟           | Thắng Nam (hồi bé)     |                    |           |
| 2012 |                                                 | Come Home                         | 亲爱的，回家       | An Kỳ                  |                    | [ 6 ]     |
| 2013 |                                                 |                                   | 妈妈圈的流言蜚语   | Phan Tiểu Hiểu         |                    |           |
| 2014 |                                                 | Lady's House                      | 淑女之家           | Tăng Lăng Qua (hồi bé) |                    |           |
| 2014 |                                                 |                                   | 汉阳造             | Giang Tuyết (hồi bé)   |                    |           |
| 2015 |                                                 | Tea Love                          | 闪亮茗天           | Đường Giai Giai        |                    | [ 3 ]     |
| 2016 | Bồng lai bát tiên                               |                                   | 蓬莱八仙           | Tiểu Thảo              |                    | [ 3 ]     |
| 2016 |                                                 | The Link                          | 天伦               | Bùi Ngọc Châu (hồi bé) |                    | [ 3 ]     |
| 2016 | Con đường hạnh phúc                             | Far Away Love                     | 远得要命的爱情     | Dao Dao                | Ngô Lỗi            |           |
| 2016 | Mối quan hệ kiểu Trung Quốc                     |                                   | 中国式关系         | Mã Tiểu Dịch           |                    |           |
| 2017 | Quả bí mật                                      | All About Secrets                 | 秘果               | Vu Trì Tử              | Trần Triết Viễn    |           |
| 2017 | Tống Diệu Như, Phụ Thân                         | Song Yao My Father                | 宋耀如·父亲        | Tống Khánh Linh        |                    | [ 3 ]     |
| 2017 | Pháp Sư Vô Tâm 2                                | Wu Xin: The Monster Killer 2      | 无心法师Ⅱ          | Tô Đào                 | Hàn Đông Quân      | [ 7 ]     |
| 2017 | Xin Chào, Ngày Xưa Ấy                           | My Huckleberry Friends            | 你好，旧时光       | Dư Châu Châu           | Trương Tân Thành   |           |
| 2018 | Hoá Ra Anh Vẫn Ở Đây                            | Never Gone                        | 原来你还在这里     | Tô Vận Cẩm (năm cấp 3) | Hồ Tiên Hú         |           |
| 2019 | Mộng Hồi Đại Thanh                              | Dreaming Back To The Qing Dynasty | 梦回               | Minh Vi / Từ Tường Vi  | Vương An Vũ        |           |
| 2021 | Đừng Quấy Rầy Tôi Học Tập                       | Don't Disturb My study            | 别打扰我学校网剧   | Nam Hướng Vãn          | Lại Quán Lâm       | [ 8 ]     |
| 2021 | Không Ai Khác Ngoài Tôi / Nước Cờ Đi Vào Tim Em | GO Into Your Heart                | 舍我其谁           | Trình Liễu             | Ngưu Tuấn Phong    | [ 9 ]     |
| 2023 | Tinh Lạc Ngưng Thành Đường                      | The Starry Love                   | 星落凝成糖         | Ly Quang Dạ Đàm        | Trần Tinh Húc      | [ 10 ]    |
| 2023 | Mong Muôn Nhà Sáng Đèn                          | Enlighten your life               | 许你万家灯火       | Mạnh Hiểu Vi           | Trịnh Nghiệp Thành |           |
| 2023 | Nhất Lộ Triều Dương                             | All The Way To The Sun            | 一路朝阳           | Lý Mộ Gia              | Vương Dương        |           |
| 2024 | Lưu Thủy Điều Điều                              | Love Of Nirvana                   | 流水迢迢           | Giang Từ               | Nhậm Gia Luân      | [ 11 ]    |
| 2024 | Cảm Ơn Em Đã Sưởi Ấm Anh                        | Angels Fall Sometimes             | 如果还有时间       | An Tri Thước           | Lâm Nhất           |           |
| 2025 | Bộ Lọc                                          | Filter                            | 滤镜               | Tô Tranh Tranh         | Đàn Kiện Thứ       | [ 12 ]    |
| 2025 | Triều Tuyết Lục                                 | Coroner’s Diary                   | 朝雪录             | Tần Hoản               | Ngao Thuỵ Bằng     |           |
| TBA  | Tô Ký                                           | Su Ji                             | 苏记               | Tô Ly Ly               | Chu Chính Đình     |           |
| TBA  |                                                 |                                   | 欢聚               | Ngũ Bất Vi             |                    |           |
| TBA  | Sơn Hà Biểu Lý                                  | Guardians Of The Lands            | 山河表里           |                        |                    | cameo     |

## Chương trình
| Năm  | Tên tiếng Việt                          | Tên tiếng Hoa      | Vai trò          | Chú thích                          |
| ---- | --------------------------------------- | ------------------ | ---------------- | ---------------------------------- |
| 2017 | Đại Bản Doanh Vui Vẻ                    | 快乐大本营         | Khách mời        | Tuyên truyền phim Pháp Sư Vô Tâm 2 |
| 2018 | 24 Giờ mùa 3                            | 24小时第三季       | Khách mời        |                                    |
| 2018 | Đại Bản Doanh Vui Vẻ                    | 快乐大本营         | Khách mời        |                                    |
| 2018 | Sự Ra Đời Của Diễn Viên mùa 2           | 演员的诞生2        | Diễn viên        |                                    |
| 2019 | Đại Bản Doanh Vui Vẻ                    | 快乐大本营         | Khách mời        | Tuyên truyền phim Cưng Chiều       |
| 2019 | Nhà Trọ Thân Yêu mùa 3                  | 亲爱的·客栈第三季  | Diễn viên        | [ 13 ]                             |
| 2019 | Thanh Xuân Hoàn Du Ký mùa 1             | 青春环游记第一季   | Khách mời        |                                    |
| 2019 | Ngày Ngày Tiến Lên                      | 天天向上           | Khách mời        |                                    |
| 2019 | Trại Sáng Tạo 2019                      | 创造营2019         | Hỗ trợ biểu diễn |                                    |
| 2019 | Trung Quốc Trong Những Câu Chuyện mùa 1 | 故事里的中国第一季 | Hỗ trợ biểu diễn |                                    |

## Âm nhạc
| Năm  | Tên tiếng Việt | Tên tiếng Anh | Tên tiếng Hoa | Album       | Chú thích |
| ---- | -------------- | ------------- | ------------- | ----------- | --------- |
| 2019 | Cưng Chiều     | Adoring       | 宠爱          | Adoring OST |           |

## Giải thưởng
| Năm  | Giải thưởng                                                     | Thể loại                       | Đề cử                 | Chú thích |        |
| ---- | --------------------------------------------------------------- | ------------------------------ | --------------------- | --------- | ------ |
| 2016 | Liên hoan phim thiếu nhi bảo vệ môi trường Thanh Hải - Tây Ninh | Diễn viên nhí triển vọng nhất  | Kỳ Vương Thiếu Niên   | Đoạt giải | [ 14 ] |
| 2017 | Đêm Hội iQiyi lần 7                                             | Nghệ sĩ mới                    | Xin Chào, Ngày Xưa Ấy | Đoạt giải | [ 15 ] |
| 2018 | 10th China TV Drama Awards                                      | Diễn viên thế hệ mới           | —                     | Đoạt giải | [ 16 ] |
| 2019 | iFeng Fashion Choice Awards                                     | Fashion Popularity of the Year | —                     | Đoạt giải | [ 17 ] |